# Ophiopogon confertifolius
Ophiopogon confertifolius là một loài thực vật có hoa trong họ Măng tây. Loài này được N.Tanaka mô tả khoa học đầu tiên năm 2001.